# Rhochmopterum tribullosum
Rhochmopterum tribullosum är en tvåvingeart som först beskrevs av Erich Martin Hering 1940.  Rhochmopterum tribullosum ingår i släktet Rhochmopterum och familjen borrflugor. Inga underarter finns listade i Catalogue of Life.